# Entré Malmö
Entré är ett köpcentrum mellan norra motorvägsinfarten till Malmö och Värnhemstorget, invigt 19 mars 2009.

## Historik
Kvartersområdet bestod ursprungligen av byggnader från tiden kring år 1900, dessa revs 1980 och det gula så kallade Lennartshuset var ett av dessa.
Där motorvägen norrifrån (Stockholmsvägen) slutar vid området Värnhem möttes den bilburne besökaren av rivningstomter i decennier.
Efter många års diskussioner om vad som skulle göras av den gamla ödetomten påbörjade slutligen 2006 den danska fastighetsutvecklaren TK Development byggnationen av ett köpcenter i tre/fyra våningar på totalt 90 000 kvadratmeter efter ritningar av bland andra Greger Dahlström på Fojab Arkitekter.
Fasaden ut mot motorvägsinfarten är nattetid belyst i växlande färger. För att dölja den fyra meter höga betongmur som avskiljer köpcentrumets lastgata anlades vad Malmö kommun kallar "Entréparken", d.v.s. några glesa träd på en gräsmatta precis bredvid den intensivt trafikerade motorvägsinfarten. På motsatt sida huskroppen anlades en triangulär betongplatta kallad "Entretorget", ursprungligen med en gångbro till ett tvåvåningshus som kopplade ihop Entré med Värnhemstorget. Sedan flera år är gångbron riven och det s.k. Torghuset stängt.
Byggkostnaden uppskattas till cirka 1 miljard kronor. Invigningsvåren 2009 sålde TK Development centrumet till tyska Commerzbanks fastighetsbolag Commerz Real AG för uppskattningsvis 1,5 miljarder. Vid invigningen var ungefär hälften av ytan uthyrd. Siffran steg till en toppnotering på cirka tre fjärdedelar 2010. Redan då försökte Commerz Real sälja projektet, utan framgång.
Ganska snart efter öppnandet fick köpcentrumet lönsamhetsproblem och flera butiker gick i konkurs i den hårdnande konkurrensen av nya köpcentrum i Malmö. Då ägarna inte lyckades avyttra fastigheten bestämde de sig för att satsa på en genomgripande ombyggnad och nyinredning med start 2013. Ett nytt ljust golv anlades. Mataffären tvingades bort från Värnhemstorget, in i det huvudsakliga köpcentrumet. Ansträngningarna att hejda butiksflykten lyckades, och det bristande utbudet blev ett skäl i sig för återstående butiker att avveckla. Sedan dess har köpcentrumet stått nästan helt tomt, sånär som på matbutiken, systembolag, gym, bowlingrestaurang och biograf och ytterligare några butiker. Ica etablerade sig i närliggande lokal, med öppning utåt Värnhemstorget.
2017 förvärvades Entré av Malmöbaserade fastighetsbolaget Trianon för 425,9 miljoner kronor. Den tidigare ägarens avsikt hade varit att efter ombyggnationen ändra köpcentrets namn till Malmö Plaza, men efter att Trianon tagit över lokalen bestämdes att behålla namnet Entré.
2019 öppnade 6000 m² upplevelsecenter som i och med coronakrisen gick i konkurs året därpå. Samma år utsågs fastigheten till Sveriges åttonde fulaste hus av Arkitekturupproret. Dessa aktiviteter finns kvar numera i begränsad omfattning. Exetreme Zone är den som gått bäst och överlevt coronakrisen bäst. Den ligger på tredje våningen där gamla Restaurangtorget var placerat förr. 
2022 öppnade Statens Servicecenter i anslutning mot "Entrétorget".